# Polyscias crenata
Polyscias crenata là một loài thực vật có hoa trong Họ Cuồng cuồng. Loài này được (Pancher & Sebert) Frodin miêu tả khoa học đầu tiên năm 2003 publ. 2004.